# Review (serie televisiva)
Review è una serie televisiva statunitense di genere commedia nera e girata in stile di falso documentario, trasmessa dal 2014 sul canale Comedy Central.
L'interprete principale della serie è Andy Daly, che riveste il ruolo di un critico professionista di nome Forrest MacNeil che conduce il fittizio programma televisivo Review, nel quale fornisce recensioni su esperienze di vita reale. La serie è stata ideata dallo stesso Daly insieme a Charlie Siskel ed è un adattamento della serie televisiva australiana Review with Myles Barlow.

## Trama

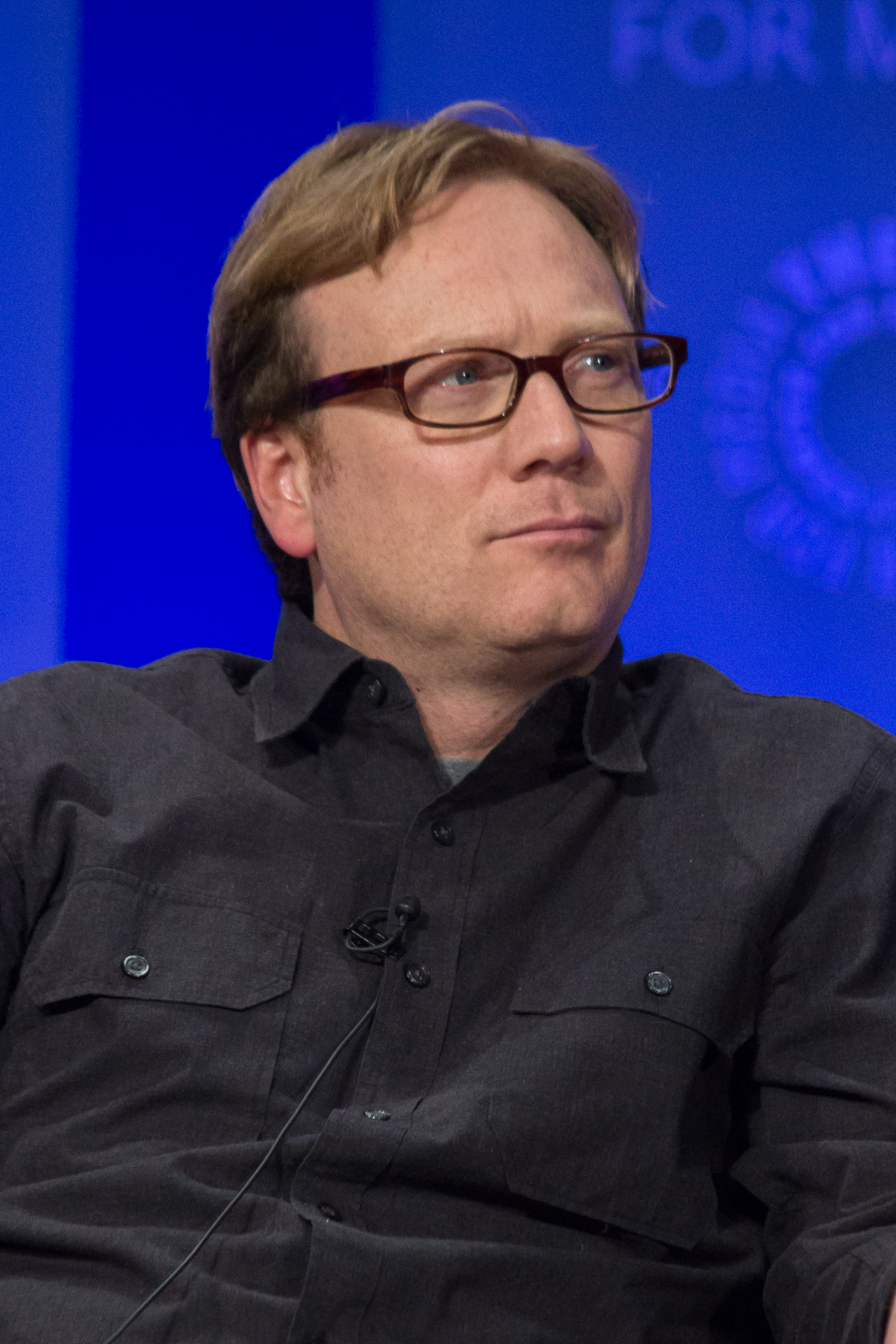
Andy Daly interpreta Forrest MacNeil.

Forrest MacNeil è un critico professionista che conduce un programma televisivo intitolato Review, nel quale si impegna a vivere sulla propria pelle qualsiasi esperienza di vita gli venga richiesta dai suoi spettatori, al fine di stabilire se tale esperienza sia "buona". Al termine della sperimentazione, Forrest torna nello studio televisivo per recensire l'esperienza stessa, dandole un punteggio che va dalla mezza stella alle cinque stelle. La curiosità compulsiva e l'inflessibile dedizione di Forrest allo show, tuttavia, finiscono per ritorcersi pesantemente sulla sua vita privata.

## Produzione
La serie ha debuttato il 6 marzo 2014 sul canale via cavo statunitense Comedy Central.
Inizialmente l'emittente aveva commissionato un totale di otto episodi per la prima stagione della serie, ma la quantità di materiale rimasto fuori al termine della produzione è stato tale da portare alla trasmissione di un nono episodio aggiuntivo.
In seguito la serie è stata rinnovata per una seconda stagione, che è stata trasmessa a partire dal 30 luglio 2015.
Tutti gli episodi di entrambe le stagioni sono state diretti da Jeffrey Blitz.

## Episodi
| Stagione         | Episodi | Prima TV USA | Prima TV Italia |
| ---------------- | ------- | ------------ | --------------- |
| Prima stagione   | 9       | 2014         | inedita         |
| Seconda stagione | 10      | 2015         | inedita         |
| Terza stagione   | 3       | 2017         | inedita         |